# 24269 Kittappa
24269 Kittappa là một tiểu hành tinh vành đai chính với chu kỳ quỹ đạo là 1355.6330961 ngày (3.71 năm).
Nó được phát hiện ngày 8 tháng 12 năm 1999.